# Quercus virginiana
Quercus virginiana är en bokväxtart som beskrevs av Philip Miller. Quercus virginiana ingår i släktet ekar, och familjen bokväxter. Inga underarter finns listade i Catalogue of Life.

## Utbredning
Trädet förekommer i sydöstra USA i delstaterna Alabama, Florida, Georgia, Louisiana, Mississippi, North Carolina, South Carolina, Texas och Virginia. Det växer i låglandet upp till 100 meter över havet. Arten hittas ofta nära kusten på sandig mark eller nära träskmarker. Den ingår i olika skogar.

## Ekologi
Quercus virginiana utvecklas snabbt och når en höjd av 17 till 24 meter. Kronan är påfallande stor med en diameter upp till 50 meter. De söta ekollonen äts av olika fåglar som virginiavaktel, floridasnårskrika, gräsand, kalkon och savspettar. Även däggdjur som svartbjörn, trädekorrar och vitsvanshjort har ekollon som föda. Endast ett fåtal ekollon utvecklas och de andra äts av larver av äkta vivlar (Louisiana främst av Curculio fuscus).
Artens ekollon mognar i september och står som en grupp med 3 till 5 medlemmar på en kvist. De har en längd av 15 till 25 mm och formen av ett ägg. De är mörkbruna till svarta och faller till marken i november. Quercus virginiana hittas vid kusten ofta tillsammans med Morella cerifera, Ilex vomitoria, Ilex opaca, Sabal palmetto och Serenoa repens. I andra regioner bildar den skogar eller trädgrupper tillsammans med Bursera simaruba, Lysiloma latisiliquum, Metopium toxiferum, Krugiodendron ferreum, Nectandra coriacea och Persea borbonia. Spansk mossa lever ofta på trädets grenar.
Unga växter blir under ett år 60 till 75 cm längre.

## Användning
Trädet är vanligt som prydnadsväxt i parker och vid alleer. Träet är hårt och tungt. Det brukades under historien för fartygskonstruktioner. Quercus virginiana planterades därför nära kusten. USS Constitution och liknande fartyg byggdes med hjälp av träet.

## Hot
Beståndet hotas av bränder. Redan mindre bränder skadar trädets bark så att insekter och svampar når fram. I Texas är svampen Ceratocystis fagacearum mycket skadlig. Träd som saknar bark är under vintern känslig för frost. Hela populationen bedöms fortfarande som stor. IUCN listar arten som livskraftig (LC).

## Bildgalleri

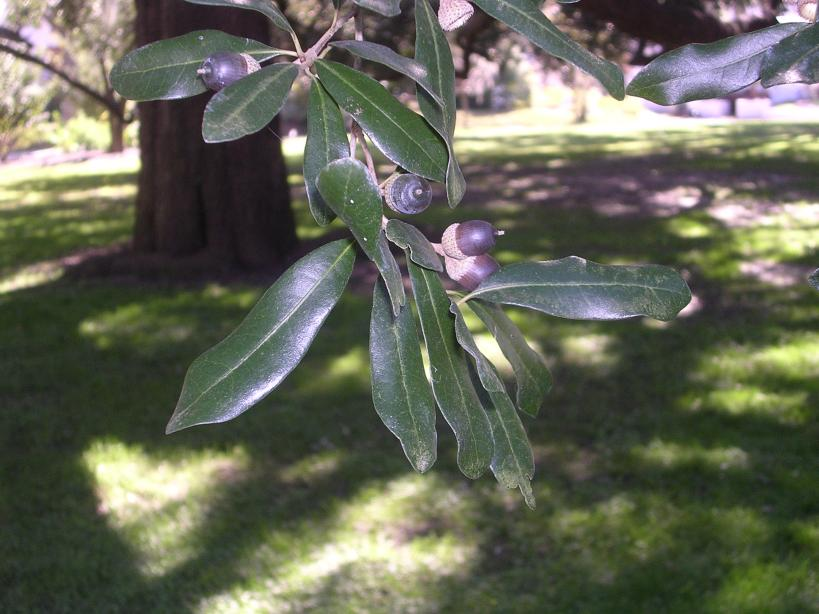
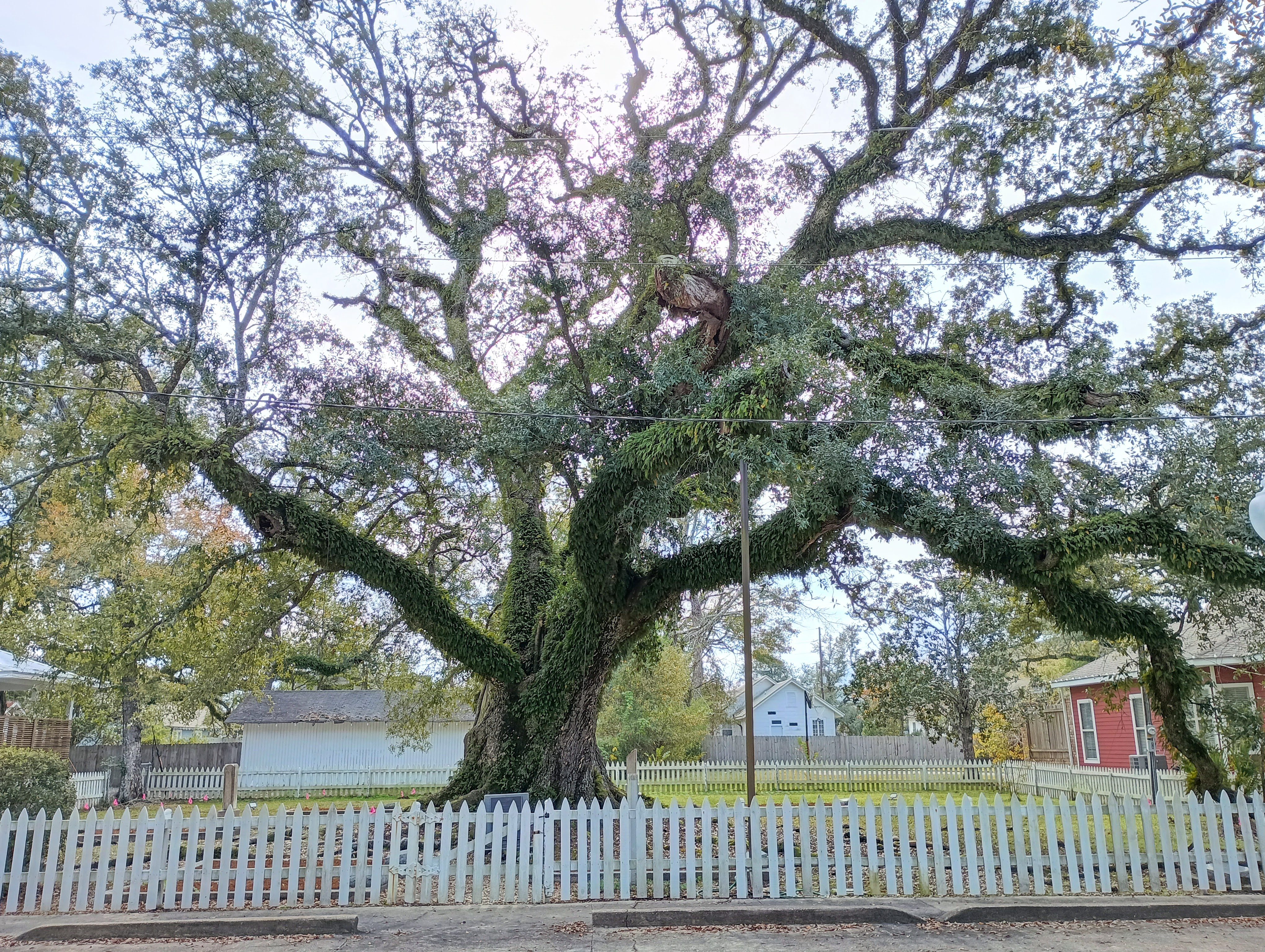
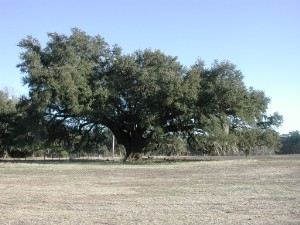
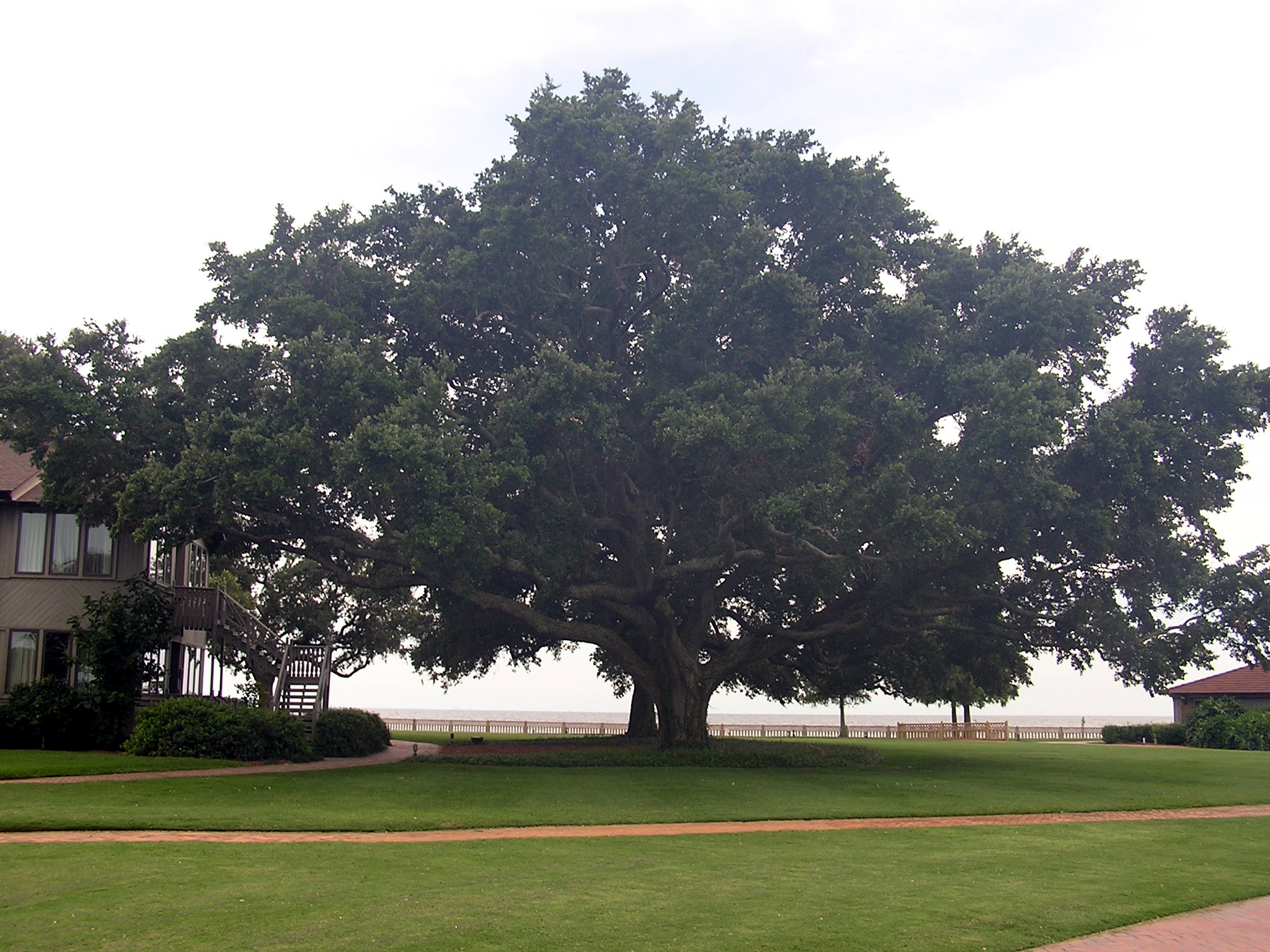
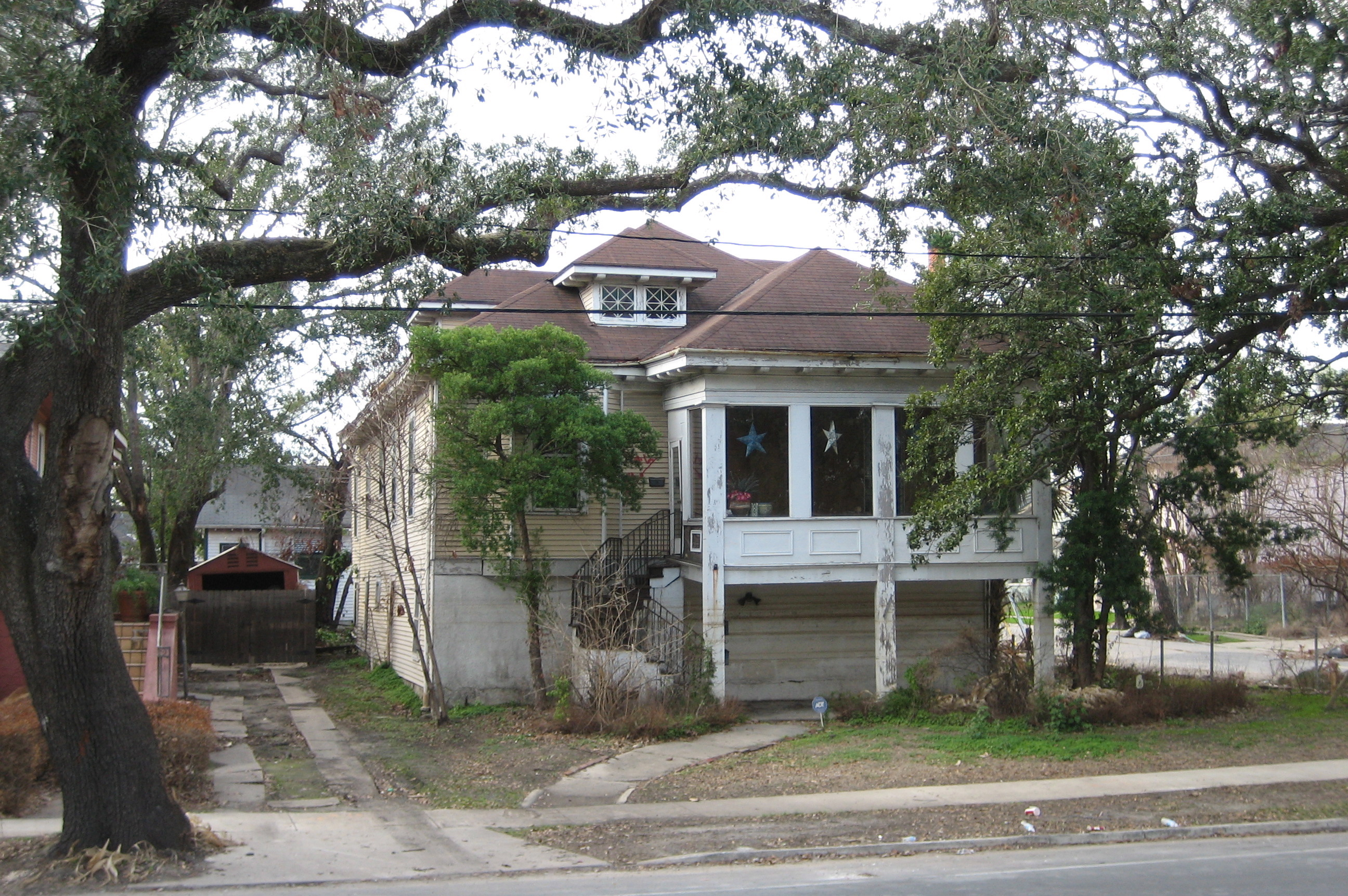
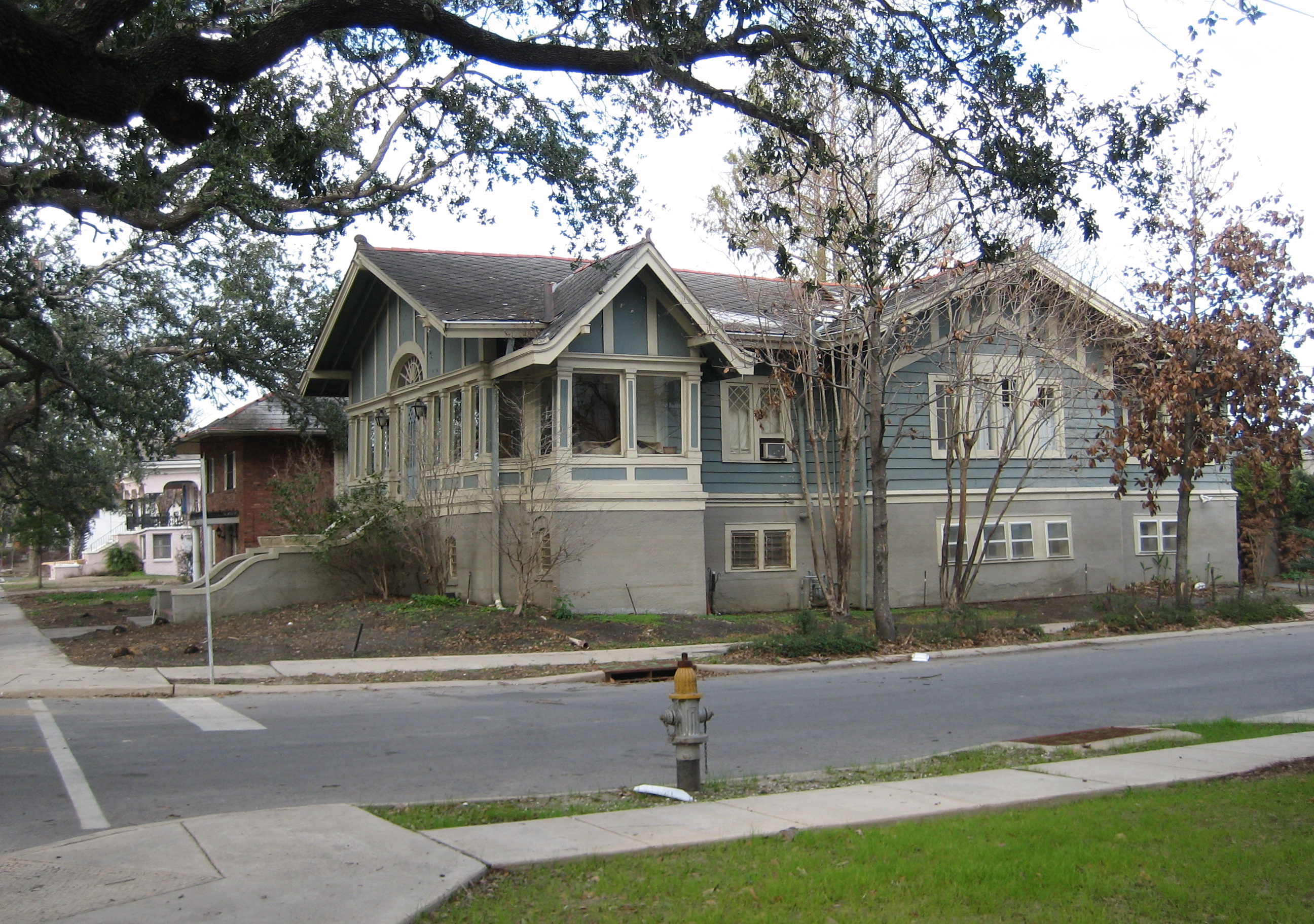